# Lisetta ernsti
Lisetta ernsti is een haft uit de familie Leptophlebiidae. De wetenschappelijke naam van de soort is voor het eerst geldig gepubliceerd in 2005 door Thomas & Dominique.
De soort komt voor in het Neotropisch gebied.